# الدار قاسمف
الدار قاسم‌اف ((به ترکی استانبولی: Eldar Qasımov); متولد ۴ ژوئن ۱۹۸۹) خواننده آذربایجانی است که علت شهرت وی رتبه اول در یوروویژن ۲۰۱۱ همراه با نگار جمال که گروه الدار و نگار را تشکیل دادند است.
لینک